# فرانکا ویولا
فرانکا ویولا (به ایتالیایی: Franca Viola) (زادهٔ ۹ ژانویهٔ ۱۹۴۸) یک زن اهل سیسیل در ایتالیا است که در دههٔ ۱۹۶۰ در ایتالیا به دلیل رد کردن «ازدواج بازسازی‌کننده» (ایتالیایی: matrimonio riparatore) از سوی فردی که او را پس از ربوده شدن، بیش از یک هفته به گروگان گرفته و به‌طور مکرر مورد تجاوز جنسی قرار داده بود مشهور شد. او به عنوان اولین زن ایتالیایی که مورد تجاوز قرار گرفته و علناً از ازدواج با تجاوزگر خود خودداری کرده شناخته می‌شود. او و خانواده‌اش توانستند تجاوزگر را به دادگاه بکشانند. این محاکمه در ایتالیا بازتاب گسترده‌ای داشت، چرا که رفتار ویولا با سنت‌های اجتماعی سنتی در ایتالیای جنوبی تضاد داشت، جایی که زن اگر از ازدواج با مردی که دوشیزگی خود را از دست داده بود، خودداری می‌کرد، شرف خود را از دست می‌داد. فرانکا ویولا به نماد پیشرفت فرهنگی و آزادی زنان در پساجنگ ایتالیا تبدیل شد.

## میراث
در سال ۱۹۷۰، دامیانو دامیانی فیلم زیباترین زن را بر اساس پروندهٔ ویولا با بازی اورنلا موتی ساخت. در سال ۲۰۱۲ نویسندهٔ سیسیلی بئاتریچه مونروی داستان ویولا را تحت عنوان Niente ci fu ('هیچ چیزی نبود') منتشر کرد. در سال ۲۰۱۷، یک فیلم پانزده دقیقه‌ای بر اساس داستان ویولا به نام ویولا، فرانکا به عنوان فینالیست در جشنوارهٔ فیلم کوتاه منهتن قرار گرفت.
فیلم دختری از فردا محصول سال ۲۰۲۲ به کارگردانی مارتا ساوینا داستان ویولا را روایت می‌کند، هرچند که نام‌ها و برخی جزئیات تغییر یافته است.